# Гота (Флорида)
Гота (енгл. Gotha) насељено је место без административног статуса у америчкој савезној држави Флорида.

## Демографија
По попису из 2010. године број становника је 1.915, што је 1.184 (162,0%) становника више него 2000. године.
| Група             | 2000.       | 2010.         |
| Белци             | 604 (82,6%) | 1.329 (69,4%) |
| Афроамериканци    | 32 (4,4%)   | 130 (6,8%)    |
| Азијати           | 26 (3,6%)   | 174 (9,1%)    |
| Хиспаноамериканци | 52 (7,1%)   | 234 (12,2%)   |
| Укупно            | 731         | 1.915         |